# Maya Lalive d’Epinay
Maya Lalive d’Epinay-Buff (* 17. Juni 1957 in Zürich) ist eine ehemalige Politikerin (Nationalrätin), Coach für Potentialentwicklung und Mentaltraining, Künstlerin (Künstlername Maya Lalive), Motivationsrednerin und Autorin.

## Leben

### Ausbildung und Beruf
Maya Lalive d’Epinay studierte Kunstgeschichte, englische Literatur und Germanistik an der Universität Zürich. Ihr Lizentiat erhielt sie 1981. Sie absolvierte Weiterbildungen in den Bereichen Change Management, Marketing und Kommunikation, unter anderem an der Universität St. Gallen und an der Technischen Universität Graz. 2013 schloss sie den Certificate of Advanced Studies (CAS) „Psychologisches und mentales Training im Sport“ an der Zürcher Hochschule für Angewandte Wissenschaften ab.
Sie arbeitete in verschiedenen Berufen, unter anderem als freischaffende Journalistin für die Neue Zürcher Zeitung, als Kommunikationsberaterin und als Stabs- und Führungskraft im Mandatsverhältnis für verschiedene nationale und internationale Unternehmungen. Lalive startete ihre berufliche Laufbahn als Beraterin bei der Kommunikationsagentur Farner Public Relations. 1987 war sie als jüngste Vizedirektorin beim Schweizerischen Bankverein. 1989 wurde sie zum Landis+Gyr Konzern geholt. 1993 wurde sie Mitglied des Verwaltungsrates und der Geschäftsleitung bei Zintzmeyer & Lux (heute Interbrand Zintzmeyer & Lux). 1996 machte sie sich selbständig. Maya Lalive arbeitete für zahlreiche internationale und nationale Unternehmen und Organisationen, unter anderem in der Finanz- und Technologiebranche sowie für NPOs und Startups.
Als Geschäftsführerin der ETH Zürich Foundation wurde sie 2005 beschuldigt, 30.000 Franken für ein Nebenamt kassiert und eine Firma, an der ihr Ehemann beteiligt war, begünstigt zu haben. Eine Untersuchung ergab, dass die Vorwürfe haltlos waren. Trotzdem verlor Maya Lalive d’Epinay ihren Job.

### Politik und nebenberufliche Tätigkeiten
Maya Lalive d’Epinay wurde am 6. Dezember 1999 für den Kanton Schwyz in den Nationalrat gewählt. Vier Jahre später wurde die FDP-Politikerin nicht mehr gewählt, als ihre Kantonalpartei als Folge des Rechtsrutsches in ihrem Heimatkanton den Sitz mangels Listenstimmen verlor. Lalive zog sich aus der Politik zurück und widmete sich neuen Aufgaben.
Lalive hielt mehrere ehrenamtliche Positionen inne, unter anderem als Präsidentin der Stiftung Schweizer Jugend forscht. Sie fungierte auch als Boardmitglied am Swiss-American Chambre of Commerce und war Gründungspräsidentin des Dachverbandes der ICT Branche, ICT Switzerland.
Lalive ist Hauptmann der Schweizer Armee.

### Aktuelle Tätigkeiten
Seit der Beendigung ihrer Tätigkeiten im Nationalrat und als Geschäftsführerin tritt Lalive als Künstlerin, Mentalcoach für Resilienz- und Potentialentwicklung für Private und Unternehmen sowie als Autorin in Erscheinung. So schrieb sie das politische Manifest Aufstand gegen das Mittelmass und zusammen mit Jan Rauch das Handbuch Mental stark am Berg: Training, Technik, Theorie –  Wie wir unsere Psyche bergfit machen, welches praxisbezogen Techniken und Werkzeuge vermittelt, um die Psyche fit zu machen, für den Bergsport, aber auch für die Herausforderungen im Berufs- und Privatleben.

#### Coaching
Durch ihre Erfahrungen als Alpinistin, Politikerin und Berufsfrau sieht Maya Lalive die mentale Stärke sowie die Resilienz (Widerstandsfähigkeit) als Schlüsselfaktoren zum sportlichen und beruflichen Erfolg.

#### Kunst
Seit 2007 löste sich Lalive von ihrer Karriere als Wirtschaftsfrau und Politikerin und widmete sich der bildenden Kunst. Sie bettet ihre mentalen, visuellen und taktilen Erfahrungen aus ihrer Bergsteigerei in ihre Kunst ein und konzipiert dabei umfangreiche und neuartige Material- und Formatmöglichkeiten. Zentrales Thema und Motiv ihrer künstlerischen Arbeiten ist die Natur. Nach Kunsthistoriker Dieter Ronte bringt sich Lalive in einen uralten Dialog ein und bricht diesen zugleich auf, "weil sie Natur malt, wie wir sie noch nie gesehen haben".
Seit 2011 ist sie mit Ausstellungen präsent. Höhepunkte ihres bisherigen Schaffens sind die Textilinstallation am Bundesverwaltungsgericht in St. Gallen und «Der Riss | La Fessura».
Der Riss
«Der Riss | La Fessura» ist Lalives bislang bekanntestes künstlerisches Werk. Es handelt sich um ein 750 Kilogramm schweres, 1390 Quadratmeter grosses Bild auf Netz-Vinyl-Stoff. Von August bis Oktober 2016 war das Werk an der Albigna-Staumauer im Bergell zu besichtigen.
Lalive nahm mit «Der Riss» das Thema des Wandels auf, wie er sich kurz darauf beim Bergsturz von Bondo ereignete. Der «Riss» ist auch eine Widerspiegelung des Lebens und Arbeitens von Lalive. Dolores Denaro schreibt in ihrem Werkkommentar: «Soll ihre für sich neu entdeckte Kunstform in der Kunstgeschichte eingeordnet werden, ist diese eher in die Nähe der ephemeren ruralen und urbanen Inszenierungen von Christo zu platzieren wie unter anderem sein jüngst realisiertes Projekt The Floating Piers von 2016 in Italien».
Die zum Nachdenken anregende Intervention wurde von Rolf Frey zusammen mit Lalive im 30-minütigen Film «Nah am Riss» (2019) dokumentiert.

### Privatleben
Maya Lalive d’Epinay ist mit dem ehemaligen SBB-Präsidenten Thierry Lalive d’Epinay verheiratet und wohnt in Bäch im Kanton Schwyz.

## Publikationen
- Aufstand gegen das Mittelmass, Comenius-Verlag, 2003.
- zusammen mit Jan Rauch: Mental stark am Berg: Training, Technik, Theorie – Wie wir unsere Psyche bergfit machen, Schweizer Alpen-Club (SAC), 2018. ISBN 978-3-85902-415-1.